# Jaromír Votík
Jaromír Votík (* 26. prosince 1947 Plzeň) je bývalý český fotbalista a trenér. V sezonách 1986/87 a 2005/06 byl asistentem ve Viktorii (dříve Škodě) Plzeň.
Byl vedoucím katedry tělesné výchovy na plzeňské Pedagogické fakultě ZČU. Při ČMFS garantoval výuku trenérské profi licence UEFA. Publikuje knihy s fotbalovou tematikou (např. 108 položek v IS ZČU z období 1979–2015).

## Hráčská kariéra
Jako hráč působil 15 let v Dynamu ZČE Plzeň.

## Trenérská kariéra
- 1986/87 (1. liga) – TJ Škoda Plzeň
- 2005/06 (1. liga) – FC Viktoria Plzeň